# Ketō Transformers Beast Wars: Beast Senshi Saikyō Ketteisen
Ketō Transformers Beast Wars: Beast Senshi Saikyō Ketteisen (決闘トランスフォーマー ビーストウォーズ ビースト戦士最強決定戦?, Ketō Toransufōmâ Bīsutō Wōzu Bīsutō Senshi Saikyō Ketteisen) è un videogioco picchiaduro a incontri pubblicato per Game Boy Color. Il videogioco è stato pubblicato dalla Takara il 2 aprile 1999, esclusivamente in Giappone, ed è compatibile con il videogioco Transformers: Beast Wars Transmetals attraverso l'utilizzo del Transfer Pak.